# Sola gratia
Sola gratia (з лат. — «лише  благодаттю») — одна із п'яти основ протестантського богослов'я, запропонованих для узагальнення основних переконань лютеранських та реформатських лідерів під час Реформації.

## Паралелі
Загалом усі sola мають зав'язаний характер, тому вираз sola gratia також стосується теми одкровення. Лютер говорить, що тільки одкровення, дане Богом, доступне людині, і що на нього не повинно впливати церковне вчення (sola scriptura). Богословська ідея sola gratia покликана вивести на перший план вищу позицію Бога і дати зрозуміти боговірним, що вони не можуть збирати «бали», щоб забезпечити собі місце в потойбічному житті. Божа благодать не є довільною і не піддається опису. Лютер залишає відкритим питання про процедуру дарованого Богом спасіння, оскільки не може розгледіти порівнянних ідей через Біблію (sola scriptura). Він виражає себе лише в тому сенсі, що Бог буде дивитися в серце людини й що його віра представляє і буде представляти передній план для Бога (sola fide). Для людини, на думку Лютера, неправомірно покладати надії на Бога. Тільки сам Бог вирішує питання спасіння людини.
Поряд з принципом sola gratia в реформаційних церквах діють принципи sola scriptura, sola fide та solus Christus. Вище перераховані принципи взаємопов'язані. Тільки об'єднання цих «sola» веде, на думку Лютера, до віри, даної Богом, яка ґрунтується на самому Святому Письмі. Таким чином, погляд Лютера на sola fide і sola Scriptura суперечить римо-католицькій основі віри. Згідно з католицьким віровченням, спасіння душі походить виключно від Божої благодаті через Ісуса Христа. Вирішальною відмінністю, однак, є те, що згідно з католицьким вченням, людина має можливість завдяки Божій благодаті брати участь у своєму спасінні і тим самим може також заслужити примноження благодаті, а також вічну нагороду (див. Тридентський собор, Декрет про виправдання, канон 32). Протестантська церква, однак, вчить, що спасіння відбувається лише завдяки Божій благодаті як незаслуженому дару і не заробляється людськими зусиллями (див. Катехизм Католицької церкви 1996 р.). Згідно з католицьким вченням, спасіння вимагає вільної згоди й співпраці з Божою незаслуженою благодаттю. 

## Торгівля індульгенціями
Принцип sola gratia проявляється, зокрема, у неприйнятті Лютером торгівлі індульгенціями, яка пов'язана зі скарбницею благодаті. На думку Лютера, ідея про те, що людей судять на основі їхніх добрих і злих вчинків, перекручується в торгівлі індульгенціями, де кожен злий вчинок переважується наступним добрим. Людина не знає Божих «критеріїв оцінки» в судний день і тому не може займатися такою торгівлею. 

## Історія

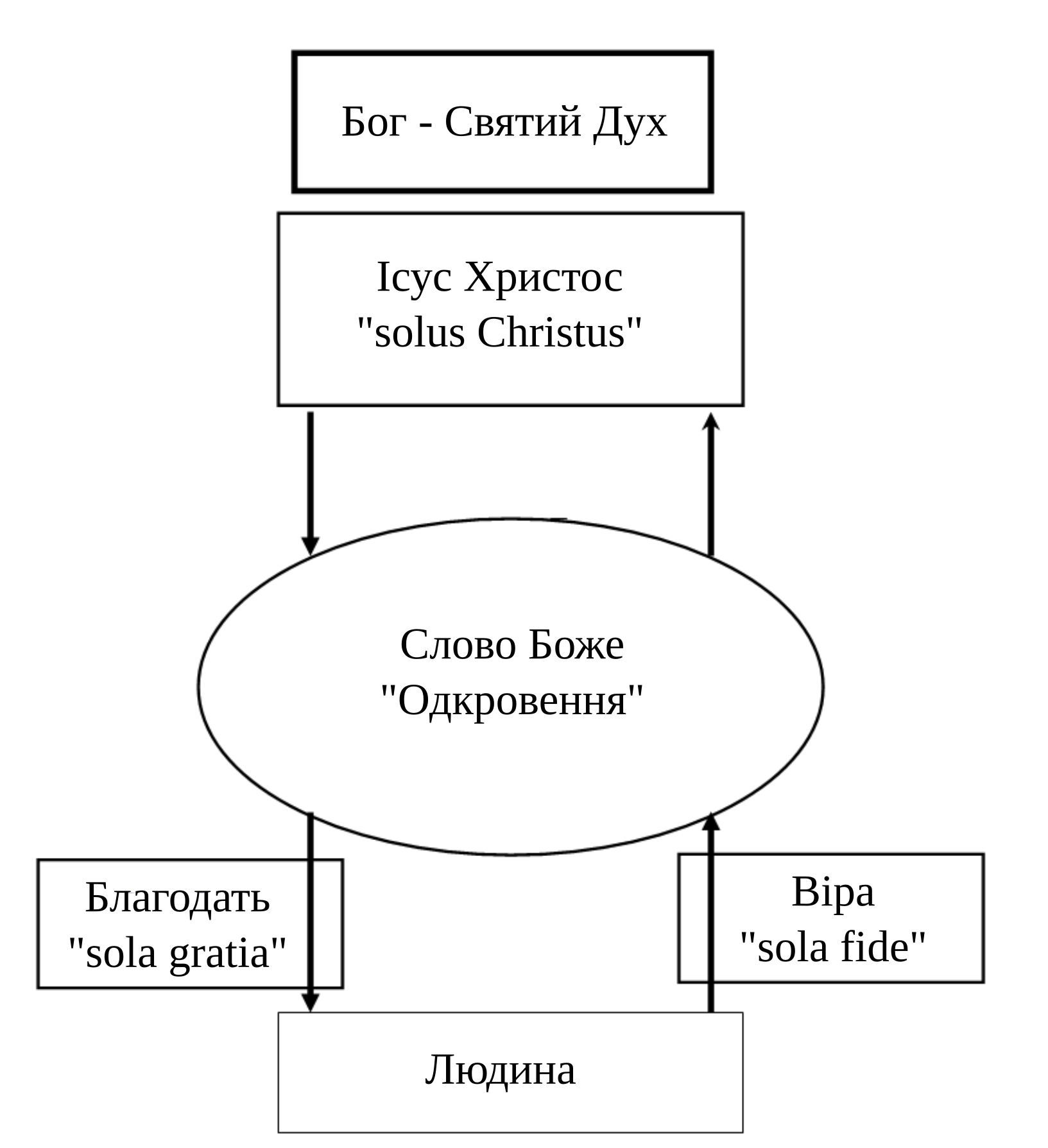
Схематичне зображення вчення Лютера про виправдання, модифіковане за П. Бліклом (1992).

Під час протестантської Реформації лютеранські та кальвіністські богослови загалом вважали католицьке вчення про засоби досягнення спасіння сумішшю опертя на благодать Божу та впевненості в заслугах власних справ, звершених у любові, що принизливо був прозваний «легалізмом» протестантськими теологами. Йшлося зокрема, що спасіння повністю полягає в Божих дарах (тобто в Божому акті вільної благодаті), які розподіляються Святим Духом згідно з викупною діяльністю одного лише Ісуса Христа. 
Отже, стверджувалось, що грішник не приймається Богом через перетворення в собі, які відбулися у боговірному завдяки Божій благодаті, і, щобільше, боговірний приймається без огляду на заслуги власних справ — адже ніхто не заслуговує на спасіння; водночас реформатори засуджували крайність антиномізму — вчення, яке стверджує, що якщо хтось врятований, то йому/їй не потрібно жити святим життям, оскільки спасіння вже «в мішку». Це також пов'язано з п'ятьма пунктами кальвінізму. 
Східні православні церкви сповідують спасіння за благодаттю, навчаючи:
|  | Отже, ми, як православні християни, стверджуємо так само чітко і однозначно, як будь-який лютеран, наприклад, що «спасіння відбувається благодаттю», а не нашими ділами. На відміну від середньовічного католицизму, православ'я не вважає, що людина може створити собі «скарбницю достоїнств», яка буде врахована на нашу користь на Суді Христовому. Тоді матиме значення те, що ми віддали свій гріх Богові через його визнання та наші жести любові (Мт. 25), разом з непохитним переконанням, що «Ісус Христос є Господом», і унікальним шляхом до вічного життя |

Будучи синергістами, представники весліансько-армініанської сотеріології, такі як методисти, застосовують інший підхід до Sola Gratia, ніж лютерани і реформовані християни, вважаючи, що Бог, через передуючу благодать, тягнеться до всіх осіб, хоча вони мають вільну волю, щоб прийняти цю  благодать або відкинути її.

### Остання активність
У листопаді 1999 року Лютеранська світова федерація та Папська рада сприяння єдності християн видали «Спільну декларацію про доктрину виправдання», в якій сказано: «Лише з благодаті, у вірі в спасіння через Христа, а не через якісь заслуги з нашого боку, ми прийняті Богом і отримуємо Святого Духа, який оновлює наші серця, озброюючи нас і закликаючи до добрих справ».
18 липня 2006 року делегати всесвітньої методистської конференції одноголосно проголосували за прийняття декларації. У резолюції методистів зазначається, що угода 1999 року «виражає далекосяжний консенсус щодо богословської суперечки, яка була основною причиною розколу західних церков у XVI столітті» щодо порятунку.
Деякі консервативні протестанти досі вважають, що різниця між їхніми поглядами та поглядами католиків залишається суттєвою. Вони наполягають на тому, що ця угода не повністю узгоджує розбіжності між реформатською та католицькою точками зору на цю тему